# Mello, Oise
Mello är en kommun i departementet Oise i regionen Hauts-de-France i norra Frankrike. Kommunen ligger i kantonen Montataire som tillhör arrondissementet Senlis. År 2022 hade Mello 601 invånare.

## Befolkningsutveckling
Antalet invånare i kommunen Mello
| Referens: INSEE |